# HIVToolbox
HIVToolbox és una aplicació d'Internet que ajuda als científics a identificar i desenvolupar noves hipòtesis i facilita la interpretació d'experiments, amb l'objectiu d'ajudar els científics a comprendre millor el VIH, el virus que causa la sida, i identificar nous objectius potencials de medicines.

La informació sobre el VIH inclou les diferents parts de les proteïnes del VIH, moltes vegades referides com dominis. Les regions més petites de les proteïnes anomenades minimotivas també estan presents en les proteïnes del VIH. Aquests minimotismos, també anomenats motius lineals curts, codifiquen diferents funcions moleculars en les proteïnes del VIH. HIVtoolbox és una aplicació d'internet que sali d'una base de dades MySQL dissenyada per integrar dades del VIH per seqüències de proteïnes derivades de diferents aïllats, estructures de proteïnes, dominis de proteïnes, interaccionis proteïna-proteïna, elements funcionals en proteïnes i minimotos coneguts i previstos de la base de dades Minimotif Miner. També s'inclouen altres aminoàcids implicats en funcions moleculars com la catálise, la dimerización, etc. La base de dades per al programa també conté la conservació d'aminoàcids calculada per a totes les proteïnes del VIH. Això ajuda a identificar les regions del virus que no canvien, per la qual cosa es creu que representen regions importants. El segon llançament de HIVToolbox, HIVToolbox2, també conté informació sobre la localització de les proteïnes en les quals s'uneixen diferents medicaments contra el VIH i la seva relació espacial amb les mutacions que sorgeixen en el VIH i fan que el virus sigui resistent als medicaments.